# Женская сборная Новой Зеландии по водному поло
Женская сборная Новой Зеландии по водному поло — национальная ватерпольная команда, представляющая Новую Зеландию на международной арене. Управляющей организацией является Ассоциация водного поло Новой Зеландии (англ. Water Polo New Zealand, WPNZ).

## Результаты выступлений

### Чемпионаты мира
| Год  | Место          | И              | В              | Н              | П              | ГЗ             | ГП             | +/-            |
| ---- | -------------- | -------------- | -------------- | -------------- | -------------- | -------------- | -------------- | -------------- |
| 1986 | не участвовали | не участвовали | не участвовали | не участвовали | не участвовали | не участвовали | не участвовали | не участвовали |
| 1991 | 7              | 6              | 2              | 0              | 4              | 41             | 63             | -22            |
| 1994 | 10             | 7              | 2              | 0              | 5              | 40             | 70             | -30            |
| 1998 | 11             | 8              | 1              | 0              | 7              | 49             | 94             | -45            |
| 2001 | 12             | 8              | 0              | 0              | 8              | 26             | 104            | -78            |
| 2003 | не участвовали | не участвовали | не участвовали | не участвовали | не участвовали | не участвовали | не участвовали | не участвовали |
| 2005 | 12             | 6              | 1              | 0              | 5              | 22             | 45             | -23            |
| 2007 | 12             | 6              | 0              | 1              | 5              | 44             | 79             | -35            |
| 2009 | 12             | 6              | 1              | 0              | 5              | 45             | 64             | -19            |
| 2011 | 12             | 6              | 1              | 0              | 5              | 50             | 69             | -19            |
| 2013 | 12             | 4              | 1              | 0              | 3              | 28             | 53             | -25            |
| 2015 | 13             | 5              | 2              | 0              | 3              | 30             | 61             | -31            |
| 2017 | 12             | 6              | 1              | 0              | 5              | 31             | 82             | -51            |
| 2019 | 12             | 6              | 1              | 1              | 4              | 54             | 82             | -28            |
| 2022 | 10             | 6              | 3              | 0              | 3              | 66             | 71             | -5             |
| 2023 | 11             | 6              | 2              | 0              | 4              | 77             | 87             | -10            |
| 2024 | 9              | 6              | 3              | 0              | 3              | 95             | 73             | +22            |

### Кубок мира
| Год       | Место          | И              | В              | Н              | П              | ГЗ             | ГП             | +/-            |
| --------- | -------------- | -------------- | -------------- | -------------- | -------------- | -------------- | -------------- | -------------- |
| 1979      | 5              | 4              | 0              | 0              | 4              | 6              | 43             | -37            |
| 1980—1983 | не участвовали | не участвовали | не участвовали | не участвовали | не участвовали | не участвовали | не участвовали | не участвовали |
| 1984      | 4              | 4              | 0              | 0              | 4              | 16             | 98             | -82            |
| 1988      | 6              | 6              | 1              | 0              | 5              | 38             | 82             | -44            |
| 1989      | не участвовали | не участвовали | не участвовали | не участвовали | не участвовали | не участвовали | не участвовали | не участвовали |
| 1991      | 7              | 5              | 1              | 0              | 4              | 41             | 63             | -22            |
| 1993      | не участвовали | не участвовали | не участвовали | не участвовали | не участвовали | не участвовали | не участвовали | не участвовали |
| 1995      | 8              | 5              | 0              | 0              | 5              | 16             | 78             | -62            |
| 1997—2006 | не участвовали | не участвовали | не участвовали | не участвовали | не участвовали | не участвовали | не участвовали | не участвовали |
| 2010      | 8              | 6              | 0              | 0              | 6              | 36             | 85             | -49            |
| 2014      | не участвовали | не участвовали | не участвовали | не участвовали | не участвовали | не участвовали | не участвовали | не участвовали |
| 2018      | 7              | 6              | 2              | 0              | 4              | 39             | 68             | -29            |
| 2023      | 8              | 7              | 4              | 0              | 3              | 89             | 68             | +23            |

### Мировая лига
| Год       | Место                                   | И                                       | В                                       | Н                                       | П                                       | ГЗ                                      | ГП                                      | +/-                                     |
| --------- | --------------------------------------- | --------------------------------------- | --------------------------------------- | --------------------------------------- | --------------------------------------- | --------------------------------------- | --------------------------------------- | --------------------------------------- |
| 2004—2005 | не участвовали                          | не участвовали                          | не участвовали                          | не участвовали                          | не участвовали                          | не участвовали                          | не участвовали                          | не участвовали                          |
| 2006—2007 | не квалифицировались в финальный турнир | не квалифицировались в финальный турнир | не квалифицировались в финальный турнир | не квалифицировались в финальный турнир | не квалифицировались в финальный турнир | не квалифицировались в финальный турнир | не квалифицировались в финальный турнир | не квалифицировались в финальный турнир |
| 2008      | не участвовали                          | не участвовали                          | не участвовали                          | не участвовали                          | не участвовали                          | не участвовали                          | не участвовали                          | не участвовали                          |
| 2009      | не квалифицировались в финальный турнир | не квалифицировались в финальный турнир | не квалифицировались в финальный турнир | не квалифицировались в финальный турнир | не квалифицировались в финальный турнир | не квалифицировались в финальный турнир | не квалифицировались в финальный турнир | не квалифицировались в финальный турнир |
| 2010      | не участвовали                          | не участвовали                          | не участвовали                          | не участвовали                          | не участвовали                          | не участвовали                          | не участвовали                          | не участвовали                          |
| 2011      | не квалифицировались в финальный турнир | не квалифицировались в финальный турнир | не квалифицировались в финальный турнир | не квалифицировались в финальный турнир | не квалифицировались в финальный турнир | не квалифицировались в финальный турнир | не квалифицировались в финальный турнир | не квалифицировались в финальный турнир |
| 2012      | не участвовали                          | не участвовали                          | не участвовали                          | не участвовали                          | не участвовали                          | не участвовали                          | не участвовали                          | не участвовали                          |
| 2013      | не квалифицировались в финальный турнир | не квалифицировались в финальный турнир | не квалифицировались в финальный турнир | не квалифицировались в финальный турнир | не квалифицировались в финальный турнир | не квалифицировались в финальный турнир | не квалифицировались в финальный турнир | не квалифицировались в финальный турнир |
| 2014      | не участвовали                          | не участвовали                          | не участвовали                          | не участвовали                          | не участвовали                          | не участвовали                          | не участвовали                          | не участвовали                          |
| 2015      | не квалифицировались в финальный турнир | не квалифицировались в финальный турнир | не квалифицировались в финальный турнир | не квалифицировались в финальный турнир | не квалифицировались в финальный турнир | не квалифицировались в финальный турнир | не квалифицировались в финальный турнир | не квалифицировались в финальный турнир |
| 2016—2017 | не участвовали                          | не участвовали                          | не участвовали                          | не участвовали                          | не участвовали                          | не участвовали                          | не участвовали                          | не участвовали                          |
| 2018—2019 | не квалифицировались в финальный турнир | не квалифицировались в финальный турнир | не квалифицировались в финальный турнир | не квалифицировались в финальный турнир | не квалифицировались в финальный турнир | не квалифицировались в финальный турнир | не квалифицировались в финальный турнир | не квалифицировались в финальный турнир |
| 2020      | не участвовали                          | не участвовали                          | не участвовали                          | не участвовали                          | не участвовали                          | не участвовали                          | не участвовали                          | не участвовали                          |
| 2022      | 8                                       | 5                                       | 0                                       | 0                                       | 5                                       | 29                                      | 86                                      | -57                                     |